# Micrurus silviae
Micrurus silviae (кораловий аспід Сільвії) — вид отруйних змій родини аспідових (Elapidae). Мешкає в Південній Америці.

## Поширення і екологія
Коралові аспіди Сільвії мешкають в штаті Ріу-Гранді-ду-Сул на півдні Бразилії, в департаменті Ітапуа на південному сході Парагваю, а також на північному сході Аргентини, в провінціях Коррієнтес і Місьйонес. Вони живуть на луках і в саванах. Зустрічаються на висоті від 100 до 700 м над рівнем моря.

## Збереження
МСОП класифікує цей вид як вразливий. Micrurus silviae загрожує знищення природного середовища.